# Psychotria himanthophylla
Psychotria himanthophylla är en måreväxtart som beskrevs av Cornelis Eliza Bertus Bremekamp. Psychotria himanthophylla ingår i släktet Psychotria och familjen måreväxter. Inga underarter finns listade i Catalogue of Life.